# Què fer?
|  | Per a altres significats, vegeu «Què fer? (desambiguació)». |

Què fer?, subtitulat Problemes candents del nostre moviment (en rus: Что делать? Наболевшие вопросы нашего движения, tr. Txto delat? Nabolevxie voprosi naixego dvijenia) és un tractat polític escrit pel revolucionari rus Vladímir Lenin cap a finals del 1901 i inicis del 1902 (amb un pròleg de febrer) i publicat en març d'aquest any.
En Què fer? Lenin presenta propostes concretes sobre l'organització i estrategia a seguir pels partits revolucionaris. Es tracta d'un desenvolupament dels conceptes organitzatius del partit revolucionari ja exposats amb anterioritat a Iskra, particularment a Per on començar? (С чего начать?, S txego natxat?; publicat a Iskra, no. 4, maig de 1901), on Lenin afirmava que aquest treball era un «esbós del pla desenvolupat amb major amplitud per nosaltres en un fullet en preparació».